# Cella 211
Cella 211 (Celda 211) è un film del 2009 diretto da Daniel Monzón, basato sul romanzo Celda 211 di Francisco Pérez Gandul.
Il film è stato dedicato al pompiere della città di Zamora Luis Ángel Puente, il quale partecipò alle riprese del film e morì successivamente durante il salvataggio di due ragazzi in un fiume.

## Trama
Juan Oliver è stato da poco assunto come secondino presso un carcere di massima sicurezza. Prima di iniziare il suo primo turno di lavoro, decide di visitare una sezione del carcere dove sono rinchiusi dei pericolosi criminali, ma durante la visita viene ferito alla testa da un pezzo di intonaco caduto da una parete in ristrutturazione. Juan viene soccorso dalle guardie, che lo adagiano su una brandina della cella 211, momentaneamente vuota, ma proprio in quel momento scoppia una rivolta, guidata dal duro e carismatico Malamadre, leader dei detenuti.
Dopo che le guardie si sono date alla fuga, Juan Oliver rimane abbandonato nella cella, in balia degli eventi. Nonostante le tragiche circostanze, il giovane secondino non si perde d'animo e decide di aguzzare l'ingegno, fingendosi un detenuto come gli altri. Nel tentativo di ottenere la libertà e sedare la rivolta, Juan Oliver scoprirà nuovi aspetti della sua personalità, scoprendo che in caso di minaccia alla propria sopravvivenza un uomo è disposto a tutto.

## Produzione
Le scene del carcere sono state girate nella vecchia prigione di Zamora, chiusa da anni.

## Distribuzione
Il film, che ha ottenuto sedici candidature ai Premi Goya 2010, vincendo otto premi, tra cui miglior film, miglior regia e miglior attore protagonista (Luis Tosar), è stato distribuito nelle sale cinematografiche italiane il 16 aprile 2010.

## Premi e candidature
- Premi Goya 2010
  - Vinto - Miglior film
  - Vinto - Miglior attore protagonista (Luis Tosar)
  - Vinto - Miglior attrice non protagonista (Marta Etura)
  - Vinto - Miglior attore rivelazione (Alberto Ammann)
  - Vinto - Miglior regista (Daniel Monzón)
  - Vinto - Miglior montaggio
  - Vinto - Miglior sceneggiatura non originale (Jorge Guerricaechevarría & Daniel Monzón)
  - Vinto - Miglior sonoro
  - Candidatura - Miglior attore non protagonista (Carlos Bardem)
  - Candidatura - Miglior attore non protagonista (Antonio Resines)
  - Candidatura - Miglior scenografia
  - Candidatura - Miglior fotografia (Carles Gusi)
  - Candidatura - Miglior trucco
  - Candidatura - Miglior direttore di produzione (Alicia Telleria)
  - Candidatura - Miglior colonna sonora (Roque Baños)
  - Candidatura - Migliori effetti visivi